# 21
| [ Edytuj tabelę ] |                         |
| Król Armenii      | - 18 Artakses III 34    |
| Cesarz Chin       | - 9 Wang Mang 23        |
| Władca Korei      | - 18 Daemusin 44        |
| Król Mauretanii   | - 25 p.n.e. Juba II 23  |
| Król Nabatei      | - 9 p.n.e. Aretas IV 40 |
| Król Partów       | - 8 Artabanus II 40     |
| Cesarz Rzymu      | - 14 Tyberiusz 37       |
| Król Tracji       | - 19 Remetalkes II 38   |

Rok 21 / XXI
stulecia: I wiek p.n.e. ~
I wiek ~
II wiek

lata: 11 «
16 «
17 «
18 «
19 «
20 «
21
» 22
» 23
» 24
» 25
» 26
» 31

## Wydarzenia
- Antyrzymskie powstanie Florusa i Sakrowira w Galii.

## Zmarli
- Arminius, zwycięzca Warusa (ur. 16 p.n.e.).
- Kwiryniusz, rzymski dowódca i urzędnik (ur. ok. 51 p.n.e.).
- Juliusz Florus, galijski dowódca.
- Juliusz Sakrowir, galijski dowódca.
- Wang, chińska cesarzowa.